# Tipula fur
Tipula fur är en tvåvingeart som först beskrevs av Strom 1788.  Tipula fur ingår i släktet Tipula, ordningen tvåvingar, klassen egentliga insekter, fylumet leddjur och riket djur.
Artens utbredningsområde är Norge. Inga underarter finns listade i Catalogue of Life.